# Emil Surmann
Emil Surmann, auch Emil Joseph Surmann, (* 16. September 1912 in Osterfeld; † 24. Mai 1972 in Berlin) war ein deutscher Schauspieler, Drehbuchautor und Regisseur.

## Filmografie (Auswahl)
Darsteller
- 1950: Taxi-Gattin
- 1950: Die Frau von gestern Nacht
- 1950: Wenn Männer schwindeln
- 1951: Eva im Frack
- 1953: Zwerg Nase (Sprechrolle)
- 1953: Die Stärkere
- 1954: König Drosselbart (Sprechrolle)
- 1955: Meine Kinder und ich

Drehbuchautor
- 1953: Zwerg Nase
- 1953: Die Prinzessin und der Schweinehirt
- 1954: König Drosselbart
- 1954: Zehn kleine Negerlein
- 1954: Der Froschkönig

Regisseur
- 1955: Das Sandmännchen